# Giannino Pieralisi Volley
Il Giannino Pieralisi Volley è una società pallavolistica femminile italiana con sede a Jesi: milita nel campionato di Serie B2.

## Storia
Il Giannino Pieralisi Volley è stato fondato nel 1969 e nei primi anni di attività è impegnato soprattutto a livello locale: dal 1975 comincia invece la vera e propria attività agonistica con la partecipazione a campionati regionali e nazionali, fino ad arrivare alla Serie B e poi, al termine della stagione 1983-84 ottenere la promozione in Serie A2.
Nel campionato cadetto il club marchigiano resta per cinque annate consecutive, raggiungendo per due volte di seguito, nella stagione 1986-87 e in quella 1987-88 il secondo posto: tuttavia al termine del campionato 1988-89 retrocede nuovamente in Serie B. Nella terza categoria del campionato italiano, che nel frattempo prende il nome di Serie B1, resta per sette stagioni consecutive, ottenendo una nuova promozione in Serie A2 alla fine della stagione 1995-96.
La nuova avventura in serie cadetta dura altre cinque stagioni consecutive: la squadra sfiora la promozione nel campionato 1998-99 ed in quello successivo, raggiungendo la finale dei play-off promozione, per poi centrare l'obiettivo Serie A1 a conclusione del campionato 2000-01 grazie al primo posto in classifica; durante il periodo di permanenza in Serie A2 raggiunge per due volte anche la finale della Coppa Italia di categoria.
Il debutto nella Serie A1 avviene nella stagione 2001-02, mentre in quella successiva, grazie al secondo posto in regular season e il raggiungimento delle semifinali nei play-off scudetto, consentono al Giannino Pieralisi Jesi di ottenere l'accesso ad una competizione europea, ossia alla Coppa CEV 2004-05, dove raggiungerà poi la finale, battuta dal Volley Bergamo. Nella stagione 2005-06, nonostante il quinto posto in regular season, riesce a raggiungere la finale scudetto, oltre a quella di Coppa Italia, venendo sconfitta in entrambi i casi: tuttavia questi risultati permettono alla squadra di disputare per la prima volta la Champions League nell'edizione 2006-07, con l'uscita nei play-off a 6; nella stessa stagione raggiunge nuovamente la finale scudetto, sconfitta dalla Pallavolo Sirio Perugia. Dopo una nuova finale giocata e nuovamente perse ad inizio dell'annata 2007-08 nella Supercoppa italiana, nella stagione 2008-09 la squadra di Jesi si aggiudica il suo primo trofeo con la vittoria della Challenge Cup, di cui ospita la Final Four in casa. Al termine della stagione 2009-10, dopo aver raggiunto le semifinali sia nei play-off scudetto che in Coppa Italia, la società decide di cedere il titolo sportivo e ripartire dalla Serie B2.
Dopo quattro annate consecutive in Serie B2, retrocede in Serie C al termine della stagione 2013-14. Vince il campionato nella stagione 2015-16, ottenendo la promozione in Serie B2.

## Rosa 2013-2014
| N° | Nome                 | Ruolo | Data di nascita | Nazionalità sportiva |
| -- | -------------------- | ----- | --------------- | -------------------- |
| 1  | Lorena Diaz          | S     | 1992            | Italia               |
| 2  | Silvia Bassotti      | C     | 1996            | Italia               |
| 3  | Benedetta Cecconi    | L     | 1996            | Italia               |
| 4  | Marta Martucci       | C     | 1990            | Italia               |
| 6  | Izabela Kus          | C     | 1993            | Italia               |
| 7  | Roberta Monna        | P     | 1997            | Italia               |
| 8  | Erika Alessandrini   | S     | 1979            | Italia               |
| 9  | Jessica Perelli      | S     | 1996            | Italia               |
| 10 | Maria Giulia Fuglini | P     | 1997            | Italia               |
| 11 | Alessia Castellucci  | S     | 1996            | Italia               |
| 12 | Gaia Bellesi         | L     | 1996            | Italia               |
| 13 | Marina Tiribelli     | S     | 1986            | Italia               |
| 15 | Monica Romagnoli     | S     | 1996            | Italia               |
| 16 | Martina Bachieca     | S     | 1997            | Italia               |
| 17 | Ilaria Crescini      | S/O   | 1997            | Italia               |

## Palmarès
- Challenge Cup: 1

2008-09